# كارن ميتستشوك
كارن ميتستشوك (Caren Metschuck) هي لاعبة أولمبية لرياضة السباحة من ألمانيا الشرقية. شاركت في الأولمبياد الصيفي في 1980، وفازت بما مجموعه 4 ميداليات.

## الميداليات
| ذهب | فضة | برونز | المجموع |
| 3   | 1   | 0     | 4       |

## روابط خارجية
- كارن ميتستشوك على موقع الاتحاد الدولي للسباحة (الإنجليزية)
- كارن ميتستشوك على موقع SwimRankings.net (الإنجليزية)
- كارن ميتستشوك على موقع قاعة مشاهير السباحة العالمية (الإنجليزية)
- كارن ميتستشوك على موقع اللجنة الأولمبية الدولية (الإنجليزية)
- كارن ميتستشوك على موقع أوليمبيديا (الإنجليزية)